# Rzyki
Rzyki is een dorp in de Poolse woiwodschap Klein-Polen. De plaats maakt deel uit van de gemeente Andrychów en telt 3052 inwoners.